# Il'ja Saulovič Ol'švanger
Il'ja Saulovič Ol'švanger (Pietrogrado, 18 aprile 1923 – Leningrado, 1º gennaio 1979) è stato un regista sovietico.

## Filmografia parziale

### Regista
- Na odnoj planete (1965)
- Ego zvali Robert (1967)